# Flora Taurico-Caucasica
Flora Taurico-Caucasica (abreviado Fl. Taur.-Caucas.) es un libro de botánica escrito por el naturalista y explorador alemán Friedrich August Marschall von Bieberstein y editado en tres volúmenes en los años 1808-1819.
Se describe la flora de la región del Cáucaso.